# Vale da Amoreira
Vale da Amoreira is een plaats (freguesia) in de Portugese gemeente Moita en telt 12 358 inwoners (2001).